# Free Woman
"Free Woman" é uma canção da cantora e compositora americana Lady Gaga gravada para seu sexto álbum de estúdio, Chromatica. Gaga co-escreveu com os produtores da música BloodPop, Axwell e Johannes Klahr. "Free Woman" foi incluída como a quinta faixa do álbum, várias semanas depois que uma versão demo de alta qualidade da música vazou na internet. É uma canção eurodance e eurohouse, com forte influência da música dos anos 1990.
Inspirada por seus eventos da vida real, Gaga fala sobre como lidar com seu PTSD, que sofreu após ser abusada sexualmente por um produtor musical. Ela também queria celebrar seus fãs LGBT e escreveu a música especialmente com a comunidade trans em sua mente. A letra da música fala sobre a recuperação da identidade de alguém e responde à pergunta: "o que significa ser uma mulher livre?".
Muitos dos críticos musicais destacaram a música por sua letra forte e poderosa, enquanto alguns consideraram a produção genérica. Em 28 de agosto de 2020, uma edição remix da faixa de Honey Dijon foi lançada para comemorar o último episódio do podcast da cantora, chamado "Gaga Radio" no Apple Music . Em 13 de abril de 2021, "Free Woman" foi enviado para as rádios na França como o quarto single de Chromatica.

## Antecedentes e gravação

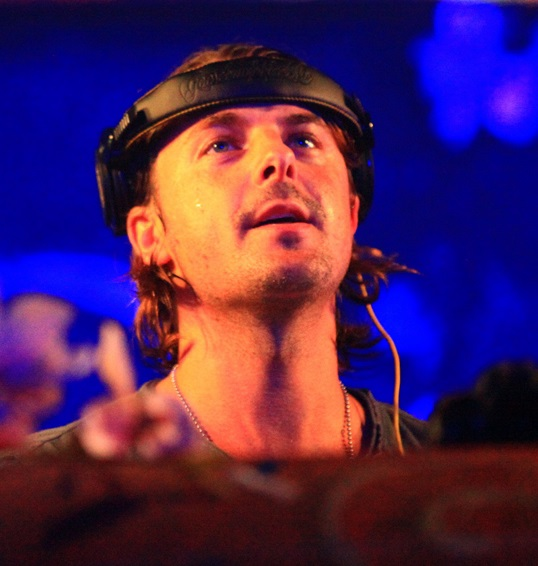
Axwell (na foto) co-escreveu e produziu "Mulher Livre".

"Free Woman" foi co-escrita por Gaga com os produtores da faixa, BloodPop, Axwell e Johannes Klahr. Axwell revelou que realmente gostou do som retro da versão inicial da música que Gaga criou com Bloodpop, e ele "estava imaginando clubes em Nova York nos anos 90" quando a ouviu. Klahr acrescentou que eles "amplificaram os sons dos anos 80 e 90 e adicionaram [seu] sabor para ver onde [eles] poderiam levá-lo, mas mantiveram a alma" e "com os vocais exuberantes de Gaga em cima disso, [eles] queriam fazer o groove tão bom e fluido quanto possível para torná-lo autenticamente de clube." Gaga explicou que ela estava em um estado mental sombrio enquanto escrevia a música, "pensando que alguns dias [ela] iria morrer... então [ela] é melhor dizer algo importante", e completar a música a ajudou a superar esse sentimento, dizendo que "agora eu ouço e sei que vou viver." Conversando com Zane Lowe no Apple Music, Gaga elaborou sobre a história pessoal da música:
Gaga também revelou que "Free Woman" foi escrita para a comunidade trans em sua mente. Ela queria reconhecer sua própria força com a música e, ao mesmo tempo, comemorar a comunidade LGBT que a ajudou a lidar com o PTSD e seguir em frente. Gaga acrescentou ainda que inicialmente queria dar o nome da música ao álbum, mas optou por Chromatica, pois sentiu que suas lutas internas questionavam a integridade do título proposto.

## Composição e letras
"Eu sempre pondero por que escolhi declarar minha feminilidade nesta música. Percebi que essa pergunta é fútil. Mulher pode ser sinônimo de qualquer força criativa. Tenho orgulho do meu útero, orgulho do seu e orgulho daqueles que nasceram sem úteros e têm úteros fantasmas. Cada gênero tem um útero espiritual. Acredito que isso depende de criar com três coisas da mesma forma que uma porta tem três dobradiças: uma mão firme, sabendo que você pode, e não precisando de um relacionamento para definir seu poder. Antes que você perceba, você está fechada, você pode se abrir, como uma porta. "

–Gaga falando sobre "Free Woman" no Spotify
"Free Woman" é uma Eurodance e eurohouse, com elementos de acid house e disco. Envolve uma queda de EDM e um groove gospel midtempo de uma linha de teclado. Alexandra Pollard do The Independent encontrou semelhanças no som de "Free Woman" com " Love is Free " de Robyn &amp; La Bagatelle Magique enquanto Salvatore Maicki do Nylon comparou à música de La Bouche . De acordo com a partitura publicada no Musicnotes.com, a música é escrita na fórmula de compasso do tempo comum e é composta na chave de lá menor com um tempo de 120 batidas por minuto. Os vocais variam dos nós tonais de A ♭ 3 a E ♭ 5.
A música traz a cantora respondendo à pergunta “o que significa ser uma mulher livre?” E desafiando a necessidade de estar com um homem para sobreviver. Ela declara que pode se sentir livre por conta própria e "avançar vitoriosamente", dizendo "Ainda sou alguma coisa se não tenho um homem / sou uma mulher livre". Annie Zaleski da Time escreveu que a canção é sobre a recuperação da "identidade e gênero de alguém após uma agressão sexual", enquanto Laura Alvarez da Forbes descreveu a letra como uma "batalha contra a felicidade devido às adversidades da vida". Carl Wilson, do Slate, pensou que a faixa "volta para Stefani Germanotta pré-Fame em Nova York" com a frase "Eu ando pelo centro da cidade, ouço meu som / Ninguém me conhece ainda, não agora."

## Lançamento e remix

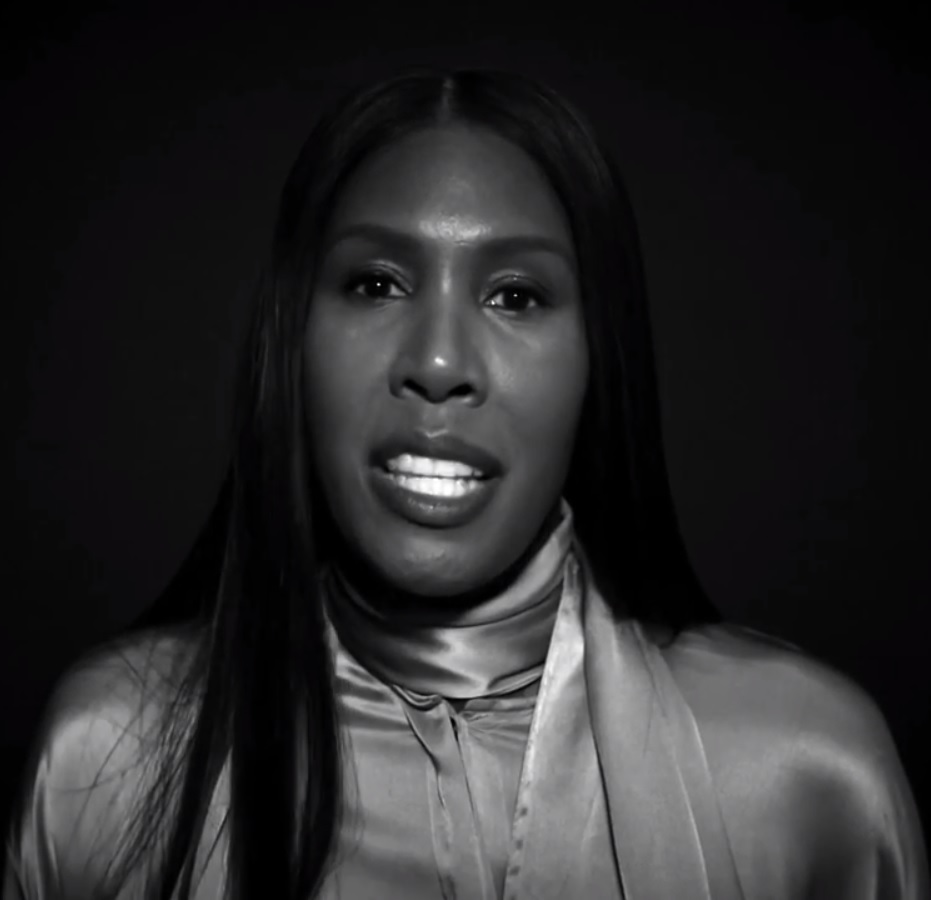
Em agosto de 2020, um remix de Honey Dijon (foto) foi lançado. A DJ se inspirou no house de Chicago em sua produção

Em 7 de maio de 2020, um vazamento de alta qualidade da música veio à tona na internet, tornando-se um tópico de tendência no Twitter no processo, embora todas as versões vazadas da música tenham sido rapidamente removidas pela Interscope Records. Três dias antes do lançamento do álbum, Gaga compartilhou uma imagem promocional em sua conta do Instagram com a letra "This is my dancefloor / I lutged for", junto com a legenda, "THIS IS A MESSAGE FROM #CHROMATICA". Em 29 de maio de 2020, Chromatica foi lançado, com "Free Woman" incluída como a quinta música do álbum. Em 13 de abril de 2021, "Free Woman" foi enviado para as rádios na França como o quarto single do álbum.
Em 28 de agosto de 2020, um remix de "Free Woman" de Honey Dijon foi lançado para comemorar o último episódio do podcast semanal da cantora na Apple Music, chamado "Gaga Radio". Falando sobre sua colaboração com a cantora, Dijon disse: "Abordo a maioria das pessoas com quem trabalho mais de uma perspectiva cultural do que de uma prioridade mainstream. Porque eu acho que para mim, Gaga sempre foi sobre o clube e sobre a comunidade LGTBQI, e ela tem sido uma grande defensora disso, e a maioria de sua música foi influenciada pelos clubes." Dijon foi inicialmente convidada a remixar " Rain on Me" de Gaga e Ariana Grande, mas sentiu que "Free Woman" se encaixava melhor com ela, pois imaginou uma atmosfera de clube multicultural para sua versão da música. Ao escolher o título "Realness Remix", ela queria homenagear a comunidade diversificada do clube. A DJ nascida em Chicago também viu seu remix como uma oportunidade de mostrar o house de Chicago para um público mainstream.

## Recepção critica

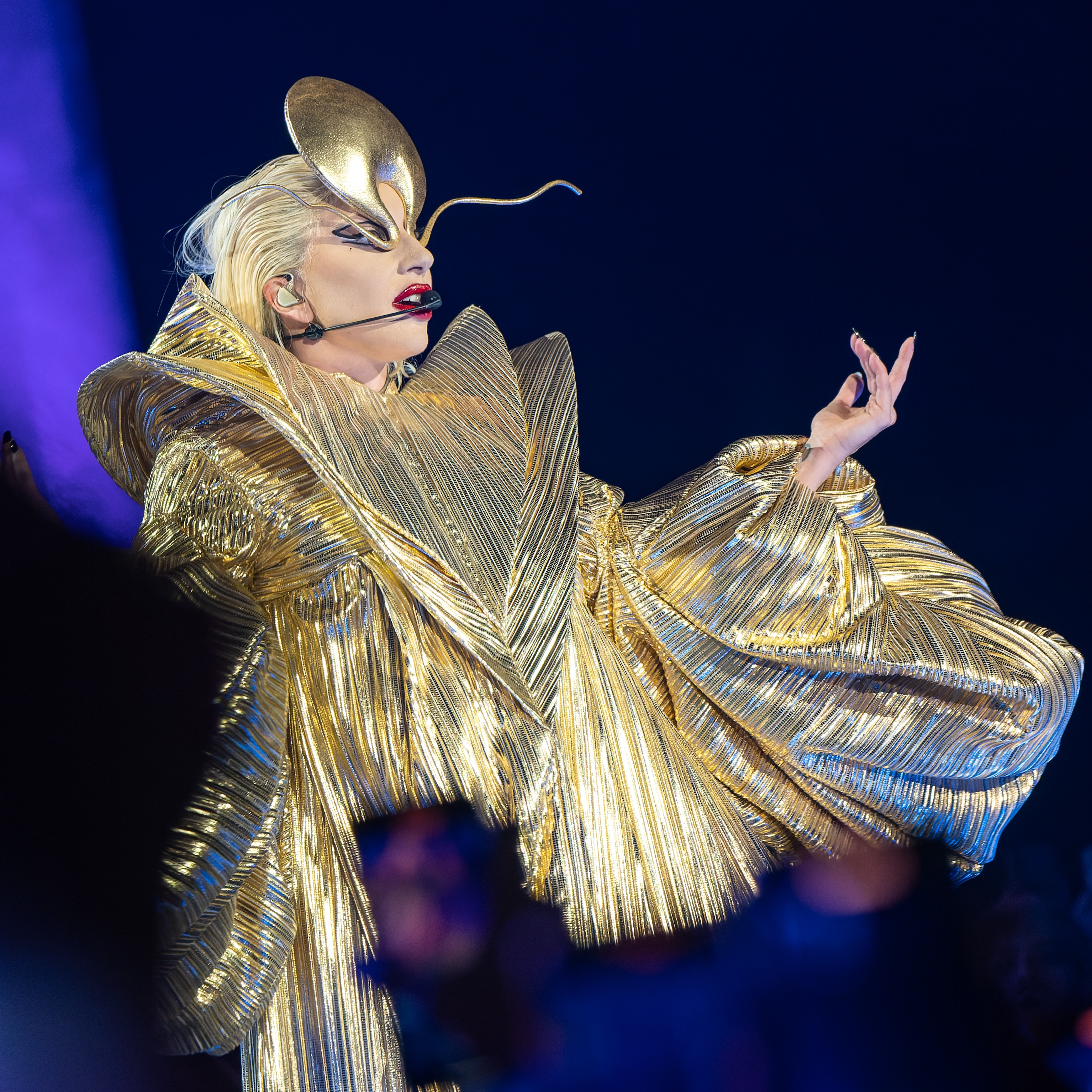
Lady Gaga apresentando Free Woman, durante The Chromatica Ball, no Tottenham Hotspur Stadium em Londres, em julho de 2022.

Jem Aswad da Variety achou que a faixa "tem uma sensação libertadora e poderosa e um refrão empolgante". Jeremy J. Fisette, do Beats Per Minute, opinou que a música "nos oferece um hino de auto-capacitação que todos nós já ouvimos antes, mas Gaga o vende com suas melodias temperamentais e vocais fortes no gancho". Patrick Ryan do USA Today achou um "baque eufórico". Carl Wilson, do Slate pensou que "a melancolia com um pouco de teatro musical que o torna mais do que um hino de empoderamento mecânico". Mark Richardson, do The Wall Street Journal, disse que "Free Woman" "parece criada para futuras celebrações do Orgulho Gay, com letras que enquadram a pista de dança como algo pelo qual as comunidades devem lutar." Richard LaBeau do Medium apontou "as muitas letras poderosas que são fáceis de perder de vista em meio às gloriosas batidas de salão de dança e aos vocais elevados".
Stephen Daw, da Billboard achou que a música "empalidece em comparação com o resto da impressionante lista de faixas do álbum" e disse: "A batida é certamente divertida, a melodia é definitivamente cativante, mas não há nada no tecido da música que passa o teste de Gaga de agarrá-lo pelo colarinho da camisa e se recusar a deixá-lo ir." Michael Cragg do The Guardian chamou de "genérico" e "sobrecarregado". Sal Cinquemani da Slant Magazine também achou genérico e escreveu que "soa como um outtake da Cher". Alessa Dominguez, do BuzzFeed News 'disse que a faixa "não acrescenta nada ao tema interminável de se soltar na pista de dança". Louise Bruton, do The Irish Times, considerou "Free Woman" um dos "raros pontos baixos" do álbum.

## Utilização na mídia
Em 6 de abril de 2021, "Free Woman" foi veiculada no comercial da marca de champanhe Dom Pérignon, intitulado "The Queendom", filmado por Nick Knight e visualizado por Nicola Formichetti. Mostra Gaga segurando uma garrafa de champanhe gigante, fazendo movimentos enquanto se mistura com o fundo em padrões de movimento giratórios, antes de se juntar a um grupo de outras pessoas para um brinde.

## Lista de músicas
Download digital e streaming ( Honey Dijon Realness Remix)
1. "Free Woman" (Honey Dijon Realness Remix Edit) - 3:31
2. "Free Woman" (Honey Dijon Realness Remix) - 6:46

## Créditos e pessoal
Créditos adaptados de Tidal .
- Lady Gaga - vocal, compositora
- Axwell - produtor, compositor, baixo, bateria, guitarra, teclados, percussão
- BloodPop - produtor, compositor, baixo, bateria, guitarra, teclados, percussão
- Johannes Klahr - produtor, compositor, baixo, bateria, guitarra, teclados, percussão
- Burns - compositor
- Scott Kelly - engenheiro de mixagem
- Benjamin Rice - mixagem
- Tom Norris - mixagem

## Charts
| Chart (2020)                                      | Posição |
| ------------------------------------------------- | ------- |
| Austrália (ARIA)                                  | 75      |
| Canadá (Canadian Hot 100)                         | 80      |
| França (SNEP)                                     | 143     |
| Hungria (Single Top 40)                           | 28      |
| Lituânia (AGATA)                                  | 89      |
| Nova Zelândia (RMNZ)                              | 6       |
| Portugal (AFP)                                    | 100     |
| Suécia (Sverigetopplistan)                        | 93      |
| Estados Unidos (Bubbling Under Hot 100 Singles)   | 2       |
| Estados Unidos (Billboard Dance/Electronic Songs) | 10      |
| Estados Unidos (Rolling Stone Top 100)            | 92      |

| Chart (2020)                                | Posição |
| ------------------------------------------- | ------- |
| Estados Unidos (Hot Dance/Electronic Songs) | 32      |

## Histórico de lançamento
| País   | Encontro: Data       | Formato                        | Versão                        | Etiqueta   | Ref.   |
| ------ | -------------------- | ------------------------------ | ----------------------------- | ---------- | ------ |
| Vários | 28 de agosto de 2020 | Digital download streaming     | Remix do Honey Dijon Realness | Interscope | [ 24 ] |
| França | 13 de abril de 2021  | Rádio de sucesso contemporâneo | Edição de rádio               | Universal  | [ 1 ]  |